# Межбри, Ханнибал
Ханниба́л Межбри́ (фр. Hannibal Mejbri; араб. حنبعل المجبري‎; род. 21 января 2003, Иври-сюр-Сен) — тунисский и французский футболист, полузащитник английского клуба «Бернли» и национальной сборной Туниса.

## Клубная карьера
Уроженец Иври-сюр-Сена, Межбри выступал за молодёжные команды «Парижа», «Булонь-Бийанкур» и «Монако». В 2019 году стал игроком футбольной академии «Манчестер Юнайтед». По итогам сезона 2020/21 был признан лучшим игроком команды Манчестер Юнайтед до 23 лет, получив приз Дензила Харуна.
В основном составе «Юнайтед» дебютировал 23 мая 2021 года, выйдя на замену Хуану Мате в матче последнего тура Премьер-лиги против «Вулверхэмптон Уондерерс».
29 августа 2022 года отправился в сезонную аренду в клуб Чемпионшипа «Бирмингем Сити».
15 января 2024 года отправился в аренду испанский клуб «Севилья» до конца сезона 2023/24. Аренда предусматривает опцию выкупа в размере 20 млн фунтов.
28 августа 2024 года перешёл в «Бернли» на постоянной основе. Сумма трансфера составила 5,4 млн фунтов, но может вырасти до 9,4 млн фунтов с учётом бонусов. Игрок подписал с английским клубом четырёхлетний контракт.

## Карьера в сборной
Выступал за сборные Франции до 16 и до 17 лет.
В конце мая 2021 года стало известно, что Межбри принял решение выступать за сборную Туниса, откуда родом его родители. 5 июня 2021 года дебютировал за сборную Туниса в матче против сборной Демократической Республики Конго.
В ноябре и декабре 2021 года сыграл на Кубке арабских наций, на котором сборная Туниса заняла второе место.

## Достижения
Сборная Туниса
- Второе место на Кубке арабских наций: 2021
- Обладатель Кубка Кирин: 2022

Личные достижения
- Награда Дензила Харуна лучшему резервисту года: 2020/21

## Статистика выступлений
По состоянию на 8 мая 2023 года
| Клуб              | Сезон            | Лига | Лига | Кубок | Кубок | Кубок лиги | Кубок лиги | Еврокубки | Еврокубки | Прочие | Прочие | Итого | Итого |
| Клуб              | Сезон            | Игры | Голы | Игры  | Голы  | Игры       | Голы       | Игры      | Голы      | Игры   | Голы   | Игры  | Голы  |
| ----------------- | ---------------- | ---- | ---- | ----- | ----- | ---------- | ---------- | --------- | --------- | ------ | ------ | ----- | ----- |
| Манчестер Юнайтед | 2020/21          | 1    | 0    | 0     | 0     | 0          | 0          | 0         | 0         | 0      | 0      | 1     | 0     |
| Манчестер Юнайтед | 2021/22          | 2    | 0    | 0     | 0     | 0          | 0          | 0         | 0         | 0      | 0      | 2     | 0     |
| Манчестер Юнайтед | Итого            | 3    | 0    | 0     | 0     | 0          | 0          | 0         | 0         | 0      | 0      | 3     | 0     |
| Бирмингем Сити    | 2022/23          | 38   | 1    | 3     | 0     | 0          | 0          | 0         | 0         | 0      | 0      | 41    | 1     |
| Бирмингем Сити    | Итого            | 38   | 1    | 3     | 0     | 0          | 0          | 0         | 0         | 0      | 0      | 41    | 1     |
| Всего за карьеру  | Всего за карьеру | 41   | 1    | 3     | 0     | 0          | 0          | 0         | 0         | 0      | 0      | 44    | 1     |